# Municipio de Mount Pleasant (condado de Scotland)
El municipio de Mount Pleasant (en inglés: Mount Pleasant Township) es un municipio ubicado en el condado de Scotland en el estado estadounidense de Misuri. En el año 2010 tenía una población de 112 habitantes y una densidad poblacional de 1,3 personas por km².

## Geografía
El municipio de Mount Pleasant se encuentra ubicado en las coordenadas 40°20′29″N 92°18′2″O / 40.34139, -92.30056. Según la Oficina del Censo de los Estados Unidos, el municipio tiene una superficie total de 86.37 km², de la cual 86,2 km² corresponden a tierra firme y (0,19 %) 0,16 km² es agua.

## Demografía
Según el censo de 2010, había 112 personas residiendo en el municipio de Mount Pleasant. La densidad de población era de 1,3 hab./km². De los 112 habitantes, el municipio de Mount Pleasant estaba compuesto por el 99,11 % blancos, el 0,89 % eran amerindios. Del total de la población el 0,89 % eran hispanos o latinos de cualquier raza.